# Beppo Levis sats
Beppo Levis sats är en matematisk sats i måtteori. Den säger att måttintegralen är sigma-additiv med avseende på icke-negativa mätbara funktioner. Satsen är uppkallad efter den italienska matematikern Beppo Levi som bevisade den. Observera att det finns andra satser som kallas Levis sats.

## Satsen
Låt {\displaystyle (X,{\mathcal {F}},\mu )} vara ett måttrum och {\displaystyle f_{k}\geq 0} vara mätbara funktioner. Beppo Levis sats säger att
{\displaystyle \int \sum _{k=1}^{\infty }f_{k}\,d\mu =\sum _{k=1}^{\infty }\int f_{k}\,d\mu }.

## Bevis
Detta är en enkel följd av monotona konvergenssatsen, som kan appliceras på alla delsummor av de oändliga summorna:
För {\displaystyle n\in \mathbb {N} }, beteckna
{\displaystyle g_{n}:=\sum _{k=1}^{n}f_{k}}.
Eftersom {\displaystyle f_{k}\geq 0\,} för alla {\displaystyle k=1,2,...,n\,} så är {\displaystyle 0\leq g_{1}\leq g_{2}\leq \ldots g_{n}}  mätbara funktioner. Därför är monotona konvergenssatsen möjlig att använda för funktionerna {\displaystyle g_{n}\,}. Eftersom måttintegralen är additiv så är
{\displaystyle \int \sum _{k=1}^{\infty }f_{k}\,d\mu =\int \lim _{n\rightarrow \infty }g_{n}\,d\mu {\stackrel {\mathrm {MKS} }{=}}\lim _{n\rightarrow \infty }\int g_{n}\,d\mu {\stackrel {\mathrm {additiv} }{=}}\lim _{n\rightarrow \infty }\sum _{k=1}^{n}\int f_{k}\,d\mu =\sum _{k=1}^{\infty }\int f_{k}\,d\mu .}
Vilket bevisar satsen.